# BRB Internacional
BRB Internacional fue una productora española de animación para televisión, operativa entre 1972 y 2022. Obras y personajes como David el Gnomo, D'Artacán, Sandokán, Willy Fog o Mortadelo y Filemón, alcanzaron gran fama tanto fuera como dentro de España. Comenzó licenciando producciones internacionales, para pasar a coproducir series de animación y posteriormente lanzarse a la producción de diferentes formatos y nuevos contenidos en 3D destinados a una audiencia global, con un importante componente educativo y de entretenimiento. BRB era también una importante agencia de merchandising.

## Historia
BRB Internacional SAU comenzó el 1972, fundada por  Títo Basto, José Rodriguez y Claudio Biern Boyd (siendo este último su cabeza más visible) como una agencia de merchandising y gestión de derechos de las productoras Hanna-Barbera y Warner Bros; y series de televisión como: Tom y Jerry, The Muppets, Marco, La abeja Maya, Vickie el vikingo, Los ángeles de Charlie o La Pantera Rosa.
En 1975 empezó a distribuir las series internacionales Mazinger Z, El bosque de Tallac, Banner y Flappy y Tom Sawyer.
A partir de 1980 BRB pasó a producir y distribuir sus propias series animadas. La primera fue Ruy, el pequeño Cid, realizada por Nippon Animation (1980). En 1985 BRB coprodujo uno de sus mayores éxitos internacionales, David el Gnomo, con animación de CINAR y Wang Film Productions (Taiwán). Otros éxitos de BRB también coproducidos por Nippon Animation: D'Artacan y los tres mosqueperros, La vuelta al mundo de Willy Fog y Fútbol en acción, protagonizada por Naranjito en ocasión del Mundial de fútbol de 1982.
Desde entonces, BRB había seguido produciendo series propias (Iron Kid, Imp, Suckers o Canimals) y licenciando franquicias extranjeras (como Pokémon), contando también con estudios de series de acción real, divisiones de videojuegos, etc.
En 2022, la compañía cerró luego de declararse en bancarrota. DeAPlaneta adquirió la biblioteca de la compañía en enero de 2023.

## Producciones

### Series de animación
- Miss Bellyfoo (2021)
- Filly Funtasia (2019)
- Mica (2014)
- ¡Invizimals! Únete a la caza (2014)
- Khuda-Yana (2011)
- Zoobabu (2011)
- Unikitty! (2017)
- Canimals (2011)
- Kambu (2010)
- Suckers (2010)
- Berni Olímpico (2008)
- Papawa (2008)
- Flipos (2010)
- The IMP (2007)
- Angus & Cheryl (2007)
- Berni (2006)
- Bernard (2005)
- Iron Kid (2005)
- El hombre invisible (2005)
- Zipi y Zape (2003)
- Academia de Gladiadores (2002)
- Nicolás (2001)
- Toonimals! (2000)
- Yolanda, la hija del Corsario negro (1999)
- Fantaghirò (1999)
- Supermodels (1998)
- Teo II (1998)
- El nuevo mundo de los gnomos (1997)
- Historias del fútbol (1997)
- Teo (1996)
- Los intocables de Elliot Mouse (1996)
- La Banda de Mozart (1995)
- Historia de Canarias (1995)
- Mortadelo y Filemón (1994)
- Willy Fog 2 (1993)
- Sandokán (1992)
- The Cobi Troupe (1991)
- El retorno de D'Artacan (1990)
- Las mil y una... Américas (1989)
- Història de Catalunya emitido solo en TV3 (1989)
- Bobobobs (1988)
- La llamada de los gnomos (1987)
- David el Gnomo (1985)
- La vuelta al mundo de Willy Fog (1983)
- Fútbol en acción (1982)
- D'Artacan y los tres mosqueperros (1981)
- Ruy, el pequeño Cid (1980)

### Cine
- Dartacán 3D (2021)
- Superbernard (2012)
- Los goomos
- La vuelta al mundo de Willy Fog (¿?)

### Películas de animación para televisión
- Mi amigo Bernard
- El hombre invisible
- Las monstruosas aventuras de Zipi y Zape
- Academia de Gladiadores, la película
- El diminuto mundo de David, el Gnomo
- Ruy, el caballero de la espada de madera
- Nico, la película
- Los intocables contra Al Catone
- ¡Animaladas!
- Fantaghirò en busca del Kuorum
- Yolanda, el secreto de la rosa negra
- Reglamento oficial de fútbol
- Los Gnomos en la nieve
- Los fantásticos viajes de los Gnomos
- Viva la banda de Mozart
- Willy Fog en 20.000 leguas de viaje submarino
- Willy Fog en viaje al centro de la tierra
- Willy Fog en la vuelta al mundo en 80 días
- Sandokan
- Los Gnomos: La gran Aventura
- D'Artacán, en uno para todos y todos para uno
- D'Artacán, La Película

### Concursos y programas infantiles
BRB también creó concursos para distintas televisiones, así como programas de entretenimiento infantil, entre ellos los siguientes:
- Los Sabios, emitido en TVE (con la animación de la serie japonesa Mimu iro iro yume no tabi)
- ¿Y tú bailas?, emitido en Telecinco.
- Tentaciones, emitido en Antena 3.
- Gran Splash, emitido en TVE.
- Pokemanía, emitido en Telecinco (utilizando personajes de Pokémon)
- La hora animada, emitido en televisiones del Grupo Vocento.

### Películas y series para televisión
- La princesa de Kaphurtala  para Antena 3 en 2010: En esta serie se narra la historia verídica de la bailarina andaluza Anita Delgado quien, en 1906, enamoró al majarás (‘reyezuelo’) de un principado al norte de la India. Tras un intenso romance y una rigurosa formación en París, la joven se casó con Yagat-Shit Singh, pasando a ser la princesa de Kapurthala, convirtiéndose en la única maharaní (‘reina’) española.
- Marqués mendigo para Antena 3 en 2007: Es la historia de Leandro, un aristócrata atrapado por un pasado que, hace diez años, le arrastró a la mendicidad. Recuerdos, encuentros casuales y traiciones se combinarán para impedir que la conciencia de este hombre descanse en paz entre los más desfavorecidos.
- Un difunto, seis mujeres y un taller para Antena 3 en 2006: Adela, un ama de casa madre de tres hijos, debe hacerse cargo del taller mecánico de su marido, Prieto, cuando este muere mientras espera la llegada de su cuñado, Jacobo, al que le corresponde parte del negocio.
- Atropello para Antena 3 en 2006. Cuenta la historia de Celia, una madre que tiene que afrontar la muerte del hijo mayor que es atropellado una noche a la salida de una discoteca por un conductor que se da a la fuga. A partir de ese día, Celia convierte la búsqueda del homicida en la principal razón de su existencia.
- Dentro del paraíso para Antena 3 en 2005. Es la historia de una mujer muy sencilla sometida a la experiencia más dura que se pueda imaginar: el encarcelamiento por un crimen que no ha cometido. De personalidad humilde, Carmen deberá aprender a convivir con la drogadicción, la marginalidad y la desesperanza que habitan en una cárcel de mujeres, mientras su abogado, un viejo al borde de la jubilación, lucha en los juzgados por esclarecer la verdad.
- Los recuerdos de Alicia para Antena 3 en 2005: Como consecuencia de un accidente de autobús, dos niñas de catorce años -Alicia y Beatriz- son tomadas la una por la otra. Mientras los padres de Alicia entierran a Beatriz creyéndola su hija, la madre de Beatriz que se da cuenta ya en el hospital de que no es su hija  se la llevará  al campo, donde nadie se dé cuenta aprovechando la amnesia de la niña. Pero un giro inesperado hará descubrir a los padres naturales de Alicia del cambio y comenzarán así su búsqueda.
- Ambiciones para Antena 3 en 1998: Inspirada en la obra de Corín Tellado, narra la historia de dos familias, los Quiroga y los Terol, dueños de un importante holding periodístico.

### Musicales
Comenzando en 2008, BRB se lanzó a la producción del género musical con el estreno de La vuelta al mundo de Willy Fog. El musical que se alzó con el premio Gran Vía al Mejor Musical ya en el año de su nacimiento. La obra ha permanecido más de seis meses consecutivos en cartel en el Teatro Calderón de Madrid y ha sido visto por más de 100.000 espectadores en dos años de gira por España.
Asimismo, desarrolló el musical Sábado Tres y Media, con el que David el Gnomo celebró su 25 cumpleaños. Un espectáculo en vivo y en directo con una selección de  las sintonías de los dibujos animados de ayer y de hoy: D'Artacan y los tres mosqueperros, Bob Esponja, Ruy el pequeño Cid, Ben 10, David el Gnomo o Hello Kitty.

## Premios
BRB obtuvo numerosos premios y nominaciones:[cita requerida]
- Nominada a “Mejor Productora Europea del Año”, en Cartoon Forum 2009.
- Nominada a “Mejor productora del año” por la revista Kidscreen, 2007.
- Premio MIPCOM JR Kid's Jury a la mejor serie de animación de 7 a 10 años por Canimals, 2010.
- Tercer premio 3D en España en Art Futura por Suckers, 2009.
- Premio MIPCOM JR Kid's Jury a la mejor serie de animación de 3 a 6 años por Kambu, 2009.
- Premio MIPCOM JR Kid's Jury a la mejor serie de animación de 7 a 10 años por Suckers, 2009.
- Mejor serie de animación por Berni en los premios Zapping 2009.
- Finalista a mejor programa infantil en los X Premios Anuales de la Academia deTelevisión por Berni, 2008.
- Premio Gran Vía 2008 al mejor Musical Infantil por La vuelta al mundo de Willy Fog. El musical.
- Angus&Cheryl, Tercera Mención Expotoons (Argentina), 2008.
- Papawa, Primer Premio, Oro, Expotoons (Argentina), 2008.
- Mortadelo y Filemón elegido mejor programa infantil en los IV Premios Foro del Espectador, 2007.
- The IMP, mejor propiedad en Licensing para la revista Kidscreen, 2007.
- Khuda-Yana, premiada como mejor proyecto de animación, en SICAF Promotion Plan Project Competition, 2006.
- The IMP, premiado como Mejor Corto para Móviles en Talent Circle Competition (Reino Unido), 2006.
- MIPCOM JR Licensing Challenge, para The IMP, 2006.
- Bernard, nominado a la mejor serie de animación en el Festival de Sttugart 2006.
- Iron Kid, premio del Jurado Infantil a la mejor serie de televisión en Animacor (I Festival de Animación de Córdoba), 2005.
- Premio TAC a la mejor serie de animación por Mortadelo y Filemón, 2004.
- Primer MIPCOM JR Licensing Challenge para Bernard, 2004.
- Premio TAC, Barcelona, por la serie Nicolás, 2001.
- Finalista en The New York Festivals por la serie Nicolás', 2001.
- Premio del MIDIA a la mejor serie de dibujos animados por El nuevo mundo de los Gnomos, 1998.
- Premio otorgado por la Asociación de Telespectadores y Radioyents (ATR) a la serie La Banda de Mozart como mejor programa infantil, 1997.
- Finalista en los premios TP 95 con la serie Mortadelo y Filemón, 1995.
- Medalla de bronce en el «Festival Internacional de Televisión y Cine de Nueva York» por la serie El retorno de D'Artacan, 1992.
- Mención de Honor en el Festival Umbriaficción (Italia) por la serie El retorno de D'Artacán, 1991.
- Premio TP de Cataluña por la serie Historia de Cataluña, 1989.
- Medalla de Bronce en el «Festival Internacional de Televisión y Cine de Nueva York» por la serie David el Gnomo, 1985.
- Premio especial en el Primer Festival de cine Histórico de León, por la serie Ruy, el pequeño Cid, 1984.
- Primer premio en el Certamen Internacional para la Infancia y la Juventud de Gijón al mejor programa de T.V. por la serie La vuelta al mundo de Willy Fog, 1984.
- Premio especial por la serie D'Artacán y los tres Mosqueperros en el Certamen Internacional para la Infancia y Juventud de Gijón, 1982.
- Premio TP por la serie infantil más popular por D'Artacán y los tres Mosqueperros, 1982.
- Medalla de Bronce en el «Festival Internacional de Televisión y Cine de Nueva York» por la serie D'Artacán y los tres Mosqueperros, 1982.
- Mención de Honor en la Séptima Edición del Festival El Niño en Nuestro Tiempo por la serie D'Artacán y los tres Mosqueperros, Milán 1982.
- Mejor Agente de Licencias del Año, para Cartoon Network Entreprises en Europa, 2009.
- Mejor Agente de Licencias del Año, para Cartoon Network Entreprises en Europa, 2008.

A todos ellos se suma uno obtenido por Claudio Biern Boyd, presidente de BRB:
- Primer Premio Europeo Tribute of Honour, por toda su carrera profesional en animación, otorgado por Cartoon Forum (2007).